# Janiv, Kijevska oblast
Janiv (ukrajinsko Янів, rusko Янов - Janov) je zapuščena vas Kijevske oblasti v Ukrajini, ki se nahaja južno od Pripjata in zahodno od jedrske elektrarne v Černobilu.
Vas je postala administrativni del novega sosednjega mesta Pripjat, ustanovljenega leta 1970. En dan po katastrofi v Černobilu, 27. aprila 1986, je bilo 100 vaščanov zaradi visoke stopnje radioaktivne kontaminacije popolnoma evakuiranih in preseljenih drugam. Zaradi nezmožnosti učinkovite dekontaminacije večine stavb so bile stavbe leta 1987 porušene in pokopane.